# Neue Szene Augsburg
Die Neue Szene Augsburg ist heute eines der größten bayerischen Stadtmagazine.

Aktuelles Logo der Neuen Szene Augsburg seit 2011

Logo des Magazins

Herausgeber ist seit 1991 ein Verlag, den vier mitarbeitende Partner betreiben. Die verbreitete Auflage beträgt laut eigenen Angaben des Verlags 20.000 Exemplare monatlich. Bis 2015 war das Magazin Mitglied der IVW, wodurch eine unabhängige Auflagenkontrolle erfolgte. Seit dem 1. Januar 2016 ist das Magazin dort ausgetreten, wodurch seitdem keine Auflagenkontrolle durch die IVW mehr stattfand. Das Stadtmagazin erscheint monatlich und wird rund 500 Auslagestellen verteilt. Damit ist es eines der größten bayerischen Stadtmagazine. Das Hauptverbreitungsgebiet ist Augsburg und die umgebenden Landkreise Aichach-Friedberg, Donau-Ries, Dillingen und Landsberg am Lech.

## Geschichte
Die Zeitschrift wurde im Jahr 1978 von Teddy Nehmke-Kant, Arno Löb, Michael G. Symokla und Bernhard Leitenmeier gegründet und hieß damals noch Szene. Sie erschien im Zeitungsformat und war zunächst nur als Mitteilungsblatt des Jazzhouses gedacht, eine Kneipe, die Nehmke-Kant führte. Im Jahr 1982 wurde aus dem ehemaligen Mitteilungsblatt das Magazin mit farbigem Hochglanzumschlag. 1990 wurde das Blatt aus finanziellen Gründen an die damaligen Mitarbeiter Charlie Sono, Walter Sianos, Peter Eberle und Daniel Anzaldua verkauft, die sich seit diesem Zeitpunkt die Geschäftsleitung teilten. Sie beschlossen eine Namensänderung zu Neue Szene. Das Stadtmagazin ist nach wie vor kostenlos.

## Zielgruppen und Leserkreis

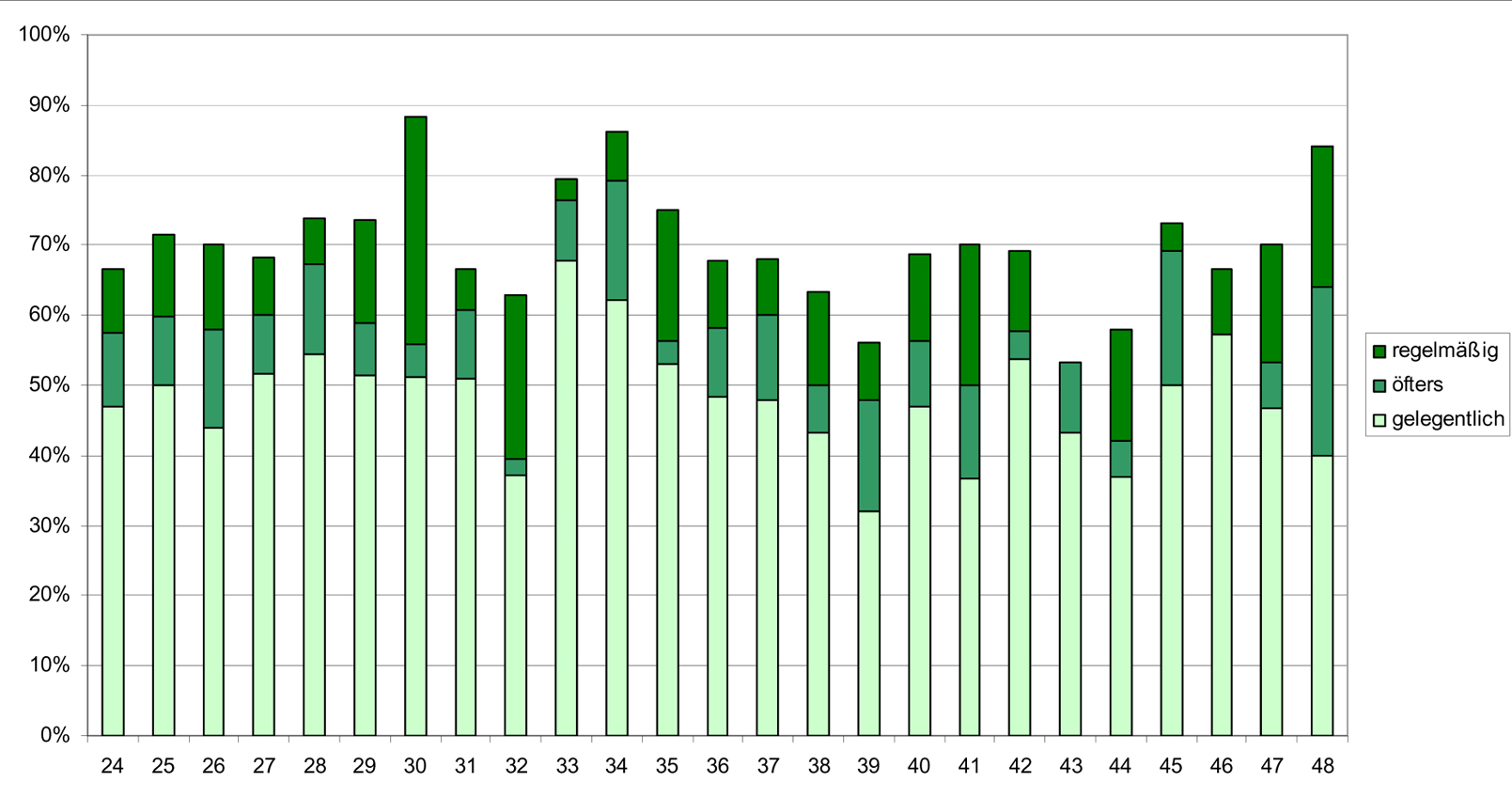
Leserkreis nach der Altersgruppe

Laut statistischen Angaben (n= 2015, 2009J.) ist zwar die Hauptleserschaft tendenziell jüngeren Alters, dennoch reicht das Spektrum – so die Ergebnisse der Umfrage – von 24 bis 74 Jahre. Derzeit leben im Verbreitungsgebiet 776.992 Personen in der Altersgruppe 24–74 Jahre. Diese gelten gleichsam als potenzielle Leserschaft des Stadtmagazins. Allerdings stellt die Zielgruppe zwischen 24 und 48 Jahren 60 % der Nutzer. Die meisten Leser wohnen im Stadtgebiet Augsburg. Rund 130.000 Menschen lesen hier die Zeitschrift mehr oder minder häufig. Auf das übrige Verbreitungsgebiet verteilt sich die restliche Leserschaft recht gleichmäßig: Im Raum Friedberg erreicht das Stadtmagazin sogar rund 64 %der Bevölkerung, Aichach 57 %, Neusäß 57 %. Zudem wird die Zeitschrift außerhalb des Verbreitungsgebietes gelesen. Insgesamt liegt die Zahl der Leser deutlich über 400.000. Davon sind rund 258.000 im Alter zwischen 15 und 44 Jahren, die das Stadtmagazin gelegentlich bis regelmäßig lesen.

## Online-Auftritte
Die Internetseite gibt es bereits seit 15 Jahren. Neue Szene Online ist nach dem vierten Neustart 2012 eine Informationsquelle für Termine und Adressen in und um Augsburg mit redaktionellen Beiträgen, hauptsächlich aus dem Bereich Kultur und Veranstaltungen. Artikel, Kleinanzeigen und Termine sind in Echtzeit abrufbar, so wie sie von den Redakteuren für die Druckausgabe ins Redaktionssystem eingepflegt werden.

## Marketing
Da die Zeitschrift gratis erhältlich ist, finanziert sie sich lediglich aus Anzeigen. Die Werbung macht durchschnittlich 25 % einer Ausgabe aus. Daher ist die Marketingabteilung Kern des Betriebes und für die Finanzierung der Zeitschrift zuständig. Sonderthemen und PR-Texte werden hauptsächlich hier verfasst. Integriert in die Marketingabteilung sind die Bereiche Layout und Design.

## Sonderpublikationen
Neben dem monatlichen Magazin aktualisiert der Verlag jährlich eigene Sonderveröffentlichungen in unterschiedlichen Heftformaten:
- Biergartenguide
- Gastroguide
- Gesund & Schön
- Uniguide
- Hochzeitsguide

## Veranstaltungen
Neben den Aufgaben eines Verlags organisiert und unterstützt die Neue Szene kulturelle Ereignisse in Augsburg und der Region.
- Band des Jahres ist ein Talentwettbewerb der Neuen Szene Augsburg, der seit 1999 vom Stadtjugendring Augsburg unterstützt wird. Die Gewinner erhalten karrierefördernde Maßnahmen. 2007 erhielt das Magazin zusammen mit dem Stadtjugendring Augsburg den bayerischen Rockpreis PICK UP für die erfolgreiche Nachwuchsförderung.
- Ü-30 Partys
- Pop-City war ein Festival, das in den Jahren 2004 bis 2006 von der Neuen Szene Augsburg und dem Stadtjugendring Augsburg veranstaltet wurde.

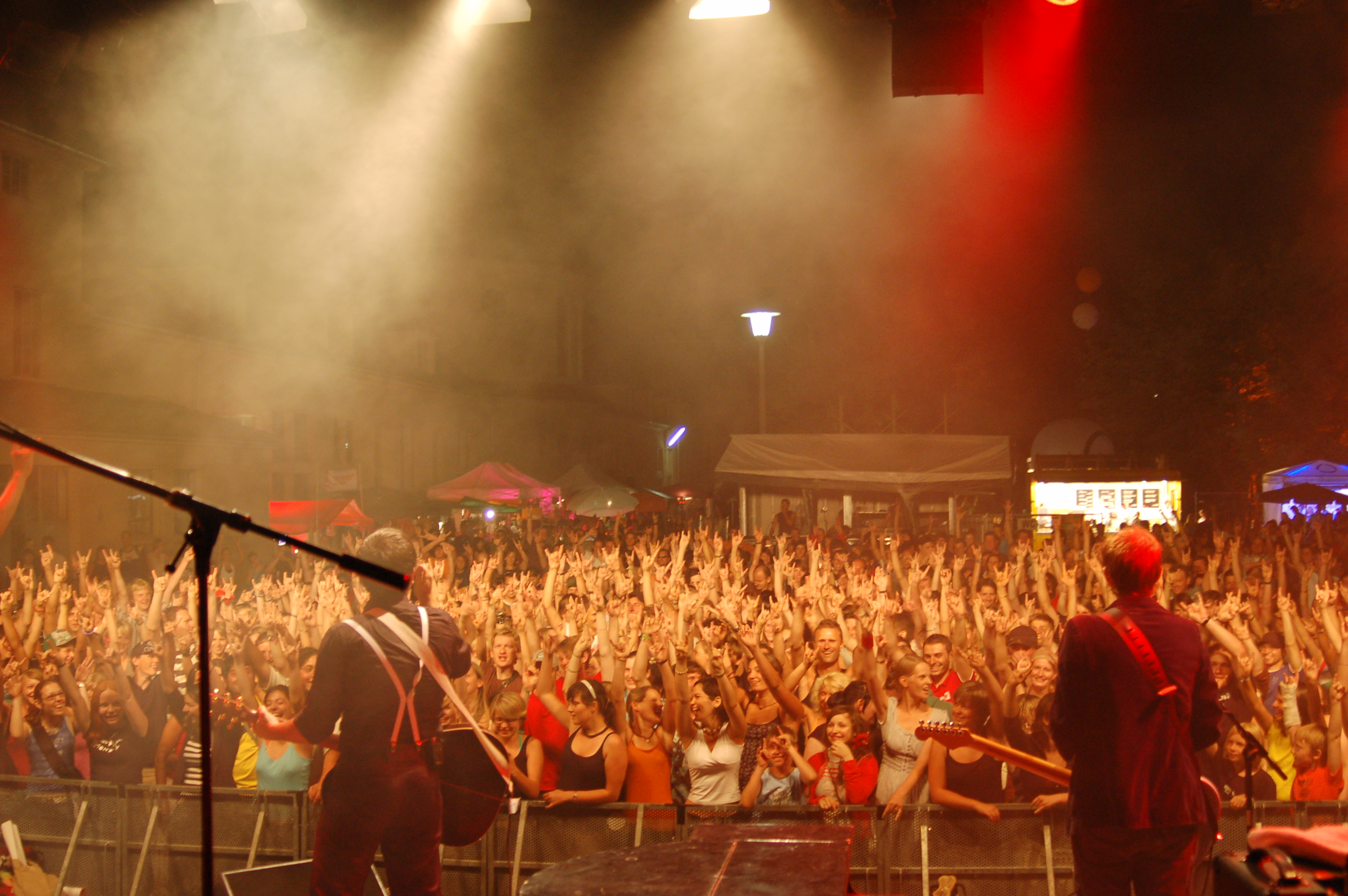
Pop-City